# Capvespre en una zona verge
Capvespre en una zona verge, el títol original del qual en anglès és Twilight in the Wilderness, és una obra del pintor paisatgista estatunidenc Frederic Edwin Church, datada l'any 1860, i sovint considerada la culminació de la seva passió per la Natura verge d'Amèrica del Nord. Church formava part de l'anomenada Escola del Riu Hudson

## Introducció
En el seu estudi de Tenth Street Studio Building, a Nova York, Church va pintar aquesta espectacular vista d'una posta de sol en una zona feréstega, a prop de Mont Katahdin a Maine, que havia esbossat durant una visita gairebé dos anys abans. Encara que Church sovint havia enaltit la grandesa del paisatge verge americà, aquesta pintura sembla tenir matisos addicionals. Creat en vigílies de la Guerra Civil dels Estats Units, el tema de la pintura es pot interpretar de manera simbòlica, evocant la conflagració que s'albirava.
Per altra part, aquest llenç mostra un canvi dramàtic respecte al Frederic E. Church d'una dècada abans, que semblava tenir una creença gairebé indestructible en la missió providencial i civilitzadora d'Amèrica. Per contra, aquí representa un paratge que no té habitants humans, ni les seves traces. Church exclou la presència humana, perquè creia que l'home, en el seu estat caigut (fins i tot els nadius nord-americans) no podia habitar el Jardí de l'Edèn sense destruir-lo. No es veuen canoes ni tipis, no hi ha camins de llenyataires ni barraques de trampers; el terreny és intransitable, l'accés està barrat per la vegetació i pels troncs caiguts. La Natura segueix els seus propis cicles de mort i renovació, indiferent a les necessitats humanes.

## Anàlisi de l'obra
Pintura a l'oli sobre llenç; 101,6 x 162,6 cm.; any 1860; Museu d'Art de Cleveland.; Signat': 'F.E.Church I -60-
Després d'anys d'observar i de fer esbossos de capvespres, Church va realitzar aquest llenç d'un extraordinari colorit: des de vermell-sang a groc cadmi, i des d'un blau brillant a un pàl·lid groc daurat-verd, combinats amb una harmonia perfecta. L'aplicació de la pintura, especialment en el costat esquerre, recorda el que Church havia après de les obres de Joseph M.W. Turner. Church representa un indret densament boscós amb uns turons a la llunyania, mentre en primer terme descriu acuradament els detalls naturals, amb la qual cosa ancora fermament la composició en Món real. Cada arbre és d'una espècie identificable, tsuga, roure i làrix, amb una història independent, com demanava John Ruskin, i també les roques parlen d'una història antiga i geològica. Només un animal és visible, un pigarg americà, l'au que apareix a l'anvers del Gran Segell dels Estats Units, que reposa a l'arbre mort a l'esquerra.

## Procedència
- 1860-1864; William T. Walters, Baltimore, MD.
- 1864; Henry H. Leeds and Co., New York, NY, 12-13 de febrer de 1864.
- 1864-1866; Samuel Putnam Avery, New York, NY.
- 1866; Leeds and Minor, a Old Dusseldorf Gallery, New York, NY, 9 de març de 1866, no. 174, venut a John Taylor Johnston.
- 1866-1876; John Taylor Johnston, New York, NY.
- 1876; Chickering Hall, John Taylor Johnston, venda el 19-22 de desembre 1876, venut a John Work Garrett?
- 1876 probablement fins a l'any 1884 John Work Garrett, Baltimore, MD, per descendència a la seva filla, Mary E. Garrett?
- Probablement 1884-i com a mínim fins a l'any 1902 Mary E. Garrett [1854-1909], Baltimore, MD, venut a Robert de Forest.
- Després de 1902-1931, Robert de Forest [1848-1931], Parkers Point, CT, per descendència al seu germà, Lockwood de Forest.
- 1931-1932, Lockwood de Forest [1850-1932], Santa Barbara, CA, per descendència al seu fill, Alfred Victor de Forest.
- 1932-1945, Alfred Victor de Forest [1888-1945], Marlborough, NH, per descendència al seu fill, Taber de Forest.
- A principis de la década de 1960, David McCoy, Lyme, CT, venut a Robert Weimann.
- 1962 o 1963-1965, Robert Weimann, Ansonia, CT, ven aquesta obra al Cleveland Museum of Art.[5]